# Rusłan Chasbułatow
Rusłan Imranowicz Chasbułatow (ros. Руслан Имранович Хасбулатов; ur. 22 listopada 1942 w Groznym, zm. 3 stycznia 2023) – radziecki, a następnie rosyjski ekonomista i polityk narodowości czeczeńskiej.
Absolwent wydziału prawa Uniwersytetu Moskiewskiego. Członek korespondent Rosyjskiej Akademii Nauk. Od 1972 r. pracownik naukowy. Od 1990 do 1991 r. wiceprzewodniczący, a od 29 października 1991 do 4 października 1993 przewodniczący Rady Najwyższej ZSRR. W latach 1992–1993 przewodniczący Rady Zgromadzenia Narodowego Wspólnoty Niepodległych Państw. Po kryzysie konstytucyjnym w 1993 r. aresztowany, amnestionowany w lutym 1994 roku.